# ホスプロポフォール
ホスプロポフォール（英：Fospropofol、（INN））は、しばしば二ナトリウム塩（商品名Lusedra）として使用される静脈内鎮静薬・睡眠薬である。現在、内視鏡検査などの診断・治療処置を受ける成人患者の鎮静薬として承認されている。

## 臨床利用
広く使用されている静脈麻酔薬プロポフォールの水溶性誘導体やプロドラッグがいくつか開発されており、その中でもホスプロポフォールがこれまでのところ臨床開発に最も適していることが判明している。この水溶性化合物の利点としては、静脈内投与部位の痛みが少ないこと、長期投与による脂質異常症の可能性が少ないこと、菌血症の可能性が少ないことなどが挙げられる。しばしば、ホスプロポフォールはフェンタニルなどのオピオイドと併用される。

## 臨床薬理学

### 作用機序
ホスプロポフォールはプロポフォールのプロドラッグであり、リン酸エステルとしてアルカリホスファターゼによってリン酸塩、ホルムアルデヒド、活性代謝物であるプロポフォールに代謝される。

### 薬物動態学
ホスプロポフォールの薬物動態に関する初回試験の結果は研究者によって撤回された。2011年現在、新たな結果は得られていない。

#### 分布
ホスプロポフォール12.5mg/kg（最大推奨用量）の投与後、意識消失にかかる時間は約4分であり、プロポフォール2.5mg/kg（最大推奨用量）を投与した場合のarm-brain circulationは約1分である。

#### 代謝
ホスプロポフォールは肝臓でアルカリホスファターゼによりプロポフォール、ホルムアルデヒド、リン酸塩に代謝される。このプロドラッグが活性代謝物に肝代謝されることは、ホスプロポフォールのボーラス投与後のプロポフォールの血漿中最大濃度が等用量のプロポフォールよりも低く、臨床効果がより持続することを意味する。これらの特徴は、上部消化管内視鏡、大腸内視鏡、気管支鏡などの内視鏡検査や、局所麻酔で行われる外科手術に望ましい。
プロポフォールはさらに、プロポフォールグルクロニド（34.8％）とキノールグルクロニドに代謝される。ホルムアルデヒドは発癌性が知られているが、label information statesでは血清ホルムアルデヒド濃度はバックグラウンドレベルと同程度であるとしている。悪性腫瘍のリスクに関する長期的な研究は行われていない。親薬物の半減期は0.88+/-0.08時間であり、非腎性である。

## 規制薬物
フォスプロポフォールはアメリカ合衆国のControlled Substances Actにおいて、Schedule IV controlled substanceに分類されている。